# Leucanopsis dogniniana
Leucanopsis dogniniana är en fjärilsart som beskrevs av Embrik Strand 1919. Leucanopsis dogniniana ingår i släktet Leucanopsis och familjen björnspinnare. Inga underarter finns listade i Catalogue of Life.